# Marty Paich Quartet Featuring Art Pepper
Marty Paich Quartet Featuring Art Pepper, The – album amerykańskiego pianisty i aranżera jazzowego Marty'ego Paicha. W skład jego kwartetu wszedł wtedy również saksofonista Art Pepper. Nagrań dokonano w sierpniu i wrześniu 1956, w studiu Radio Recorders w Los Angeles i były to jedne z pierwszych nagrań Peppera od 1954, bo przez ostatnie 20 miesięcy odsiadywał wyrok za posiadanie narkotyków (materiał prezentowany na tym albumie został później wydany jako płyta Arta Peppera).
Monofoniczny LP ukazał się w 1956 nakładem wydawnictwa Tampa Records (TP-28). Reedycje, w tym japońska Victor Musical Industries, Tokio Victor VIJ-6380M w 1982, V.S.O.P. Records nr 10CD w 1989.

## Muzycy
- Art Pepper – saksofon altowy
- Marty Paich – fortepian
- Buddy Clark – kontrabas
- Frank Capp – perkusja

## Lista utworów
Strona A
| 1. | "What's Right For You" (Goodman, Gluckman, Doris)             | 3:09  |
|    |                                                               |       |
| 2. | "You and the Night and the Music" (Arthur Schwartz, H. Dietz) | 3:19  |
|    |                                                               |       |
| 3. | "Sidewinder" (Bill Pittman, Marty Paich)                      | 2:21  |
|    |                                                               |       |
| 4. | "Abstract Act" (Marty Paich)                                  | 2:52  |
|    |                                                               |       |
| 5. | "Over the Rainbow" (Harold Arlen, E.Y. Harburg)               | 2:18  |
|    |                                                               |       |
|    |                                                               | 13:59 |
|    |                                                               |       |
Strona B
| 6. | "All the Things You Are" (Jerome Kern, Oscar Hammerstein II) | 3:20  |
|    |                                                              |       |
| 7. | "Pitfall" (Bill Pittman)                                     | 3:34  |
|    |                                                              |       |
| 8. | "Melancholie Madeline" (Robert Scherman)                     | 2:43  |
|    |                                                              |       |
| 9. | "Marty's Blues" (Marty Paich)                                | 2:22  |
|    |                                                              |       |
|    |                                                              | 11:59 |
|    |                                                              |       |

## Informacje uzupełniające
- Producent, autor opisu (liner notes) – Robert Scherman
- Inżynier dźwięku – Val Valentin
- Autor rysunku na okładce – Johnny Miller
- Aranżacje utworów – Marty Paich